# Fonderie Officine Debenedetti

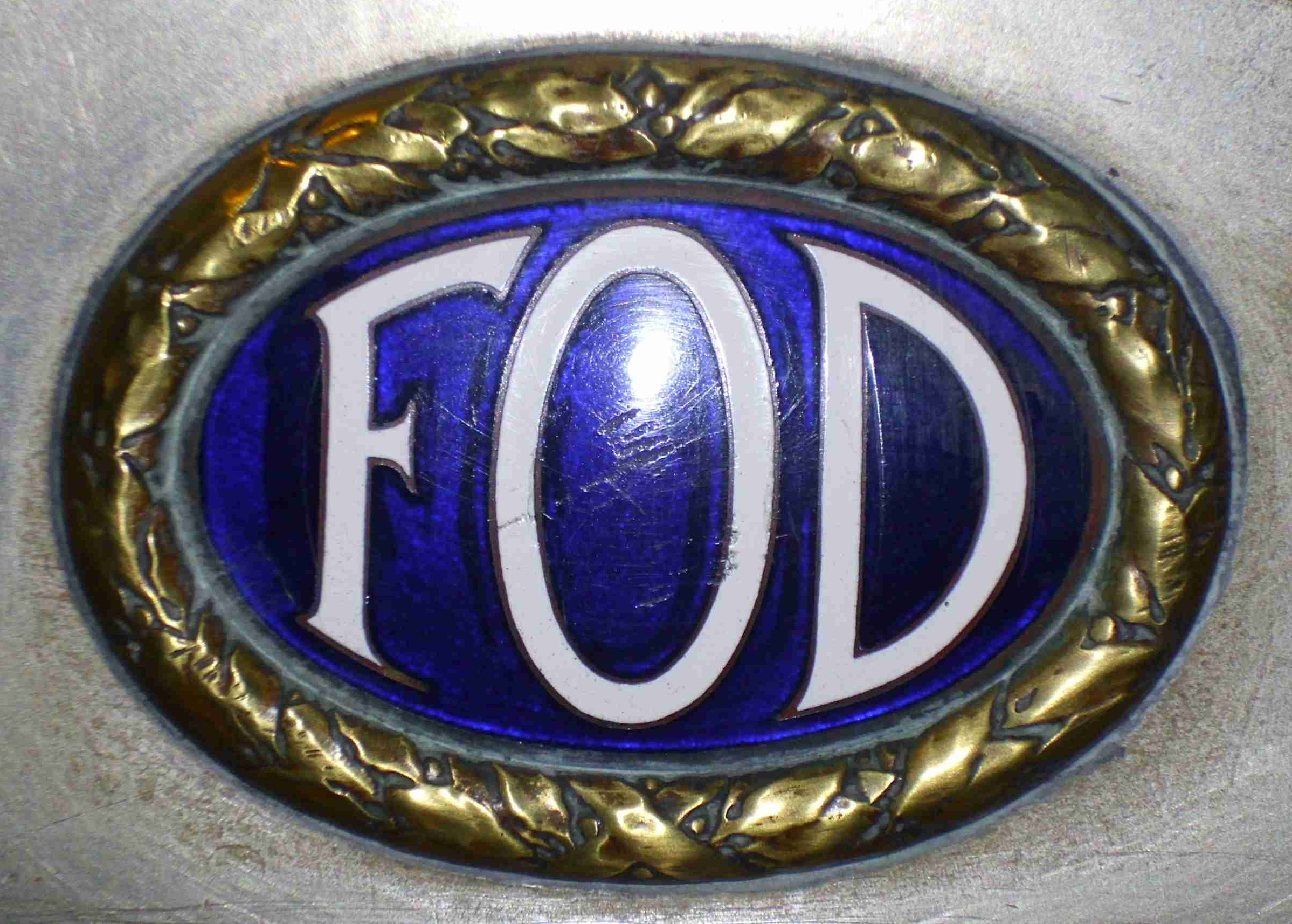
Emblem

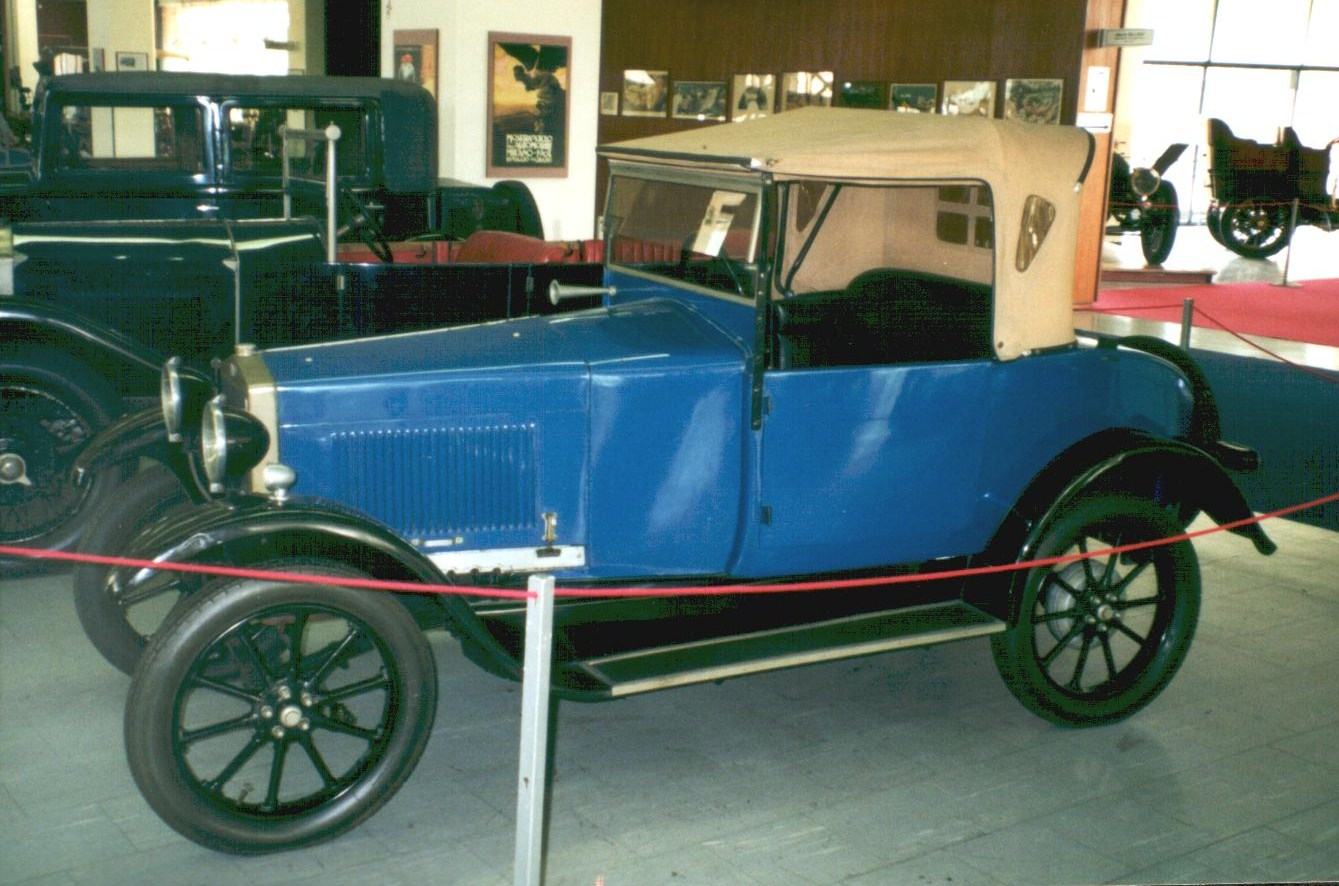
FOD von 1926

FOD war ein italienischer Hersteller von Automobilen.

## Unternehmensgeschichte
Das Unternehmen Fonderie Officine Debenedetti aus Turin begann 1924 mit der Produktion von Automobilen. 1927 endete die Produktion.

## Fahrzeuge
Es wurde nur ein Modell hergestellt. Der 18 HP war ein Kleinstwagen, der mit einem wassergekühlten Vierzylindermotor mit 565 cm³ Hubraum mit 50 mm Bohrung und 72 mm Hub ausgestattet war. Die Kolben waren bereits aus Aluminium. Einige Teile kamen von der Società Automobili e Motori. Das Getriebe hatte drei Gänge. Die Höchstgeschwindigkeit lag bei 75 km/h. Selbst der Rahmen bestand zum großen Teil aus Aluminium, so dass das Chassis lediglich 280 kg wog. Der Verkaufspreis lag bei 14.000 Lire.
Ein Fahrzeug dieser Marke ist im Museo dell'Automobile Carlo Biscaretti di Ruffia in Turin zu besichtigen.